# 金精神

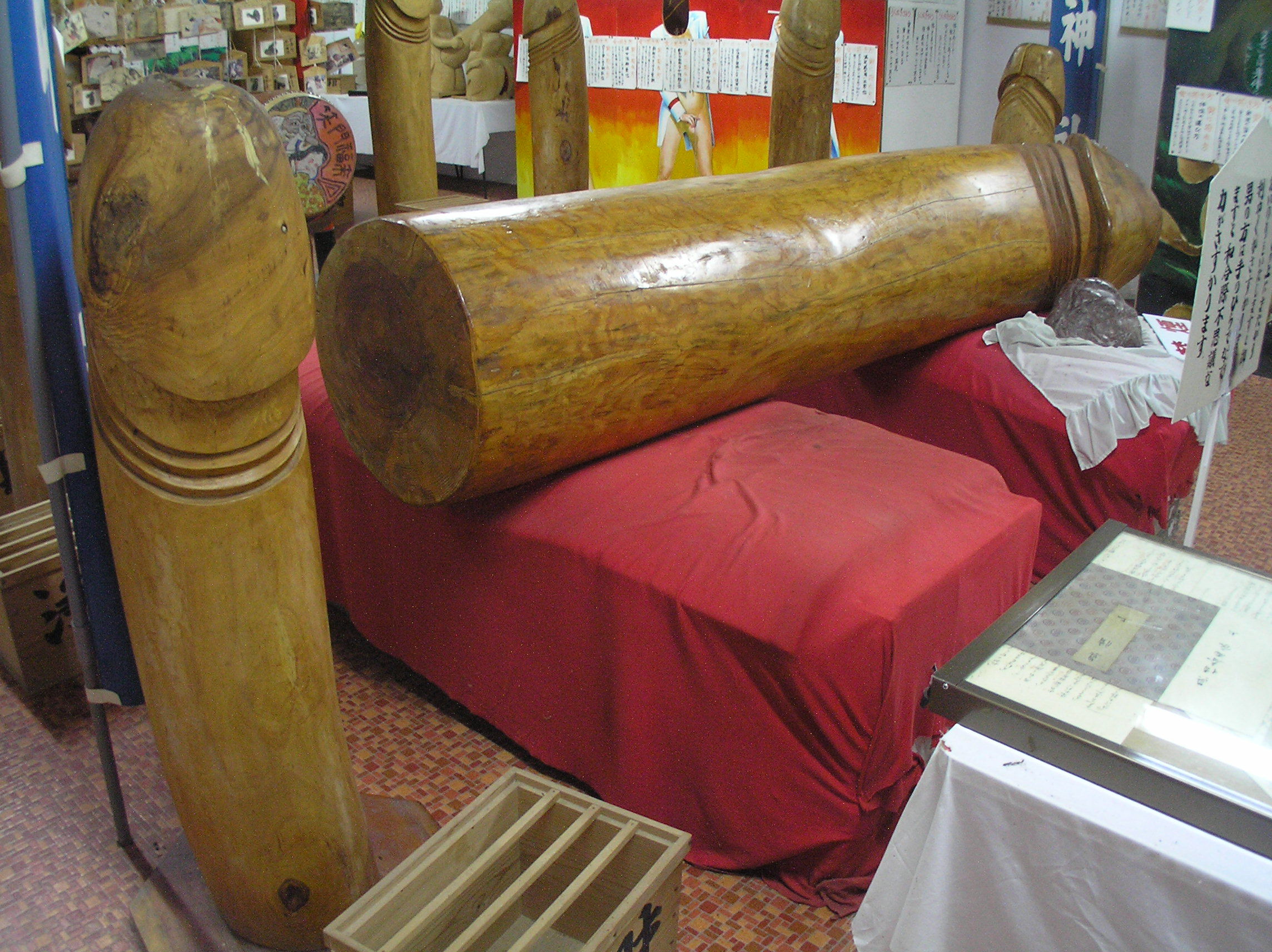
兵庫縣洲本市立川神社的金精神

金精神（日语：コンセイシン）為日本之民間信仰，廣義而言以男性生殖器官為膜拜對象，又稱金精大明神（（日語）コンセイダイミョウジン）、金勢大明神、金精樣（（日語）コンセイサマ）、金勢樣等。由於發音相同，「金精」也可寫成「金清」、「金生」、「魂生」、「根性」、「根精」等。

## 概要
因為大部分道祖神用狀似男性生殖器的石頭作神像，所以很多人把金精神與道祖神混為一談。基本上此二神並不盡相同，不過栃木縣某些地區已經將此二神習合了。岩手縣盛岡市的卷堀神社祭祀金屬製陰莖神像；此外在栃木縣日光市與群馬縣利根郡片品村交界的金精嶺有一座金精神社，相傳該神社祭祀的是奈良時代僧人道鏡的生殖器官。自古以來日本人認為溫泉是女陰的象徵，為了使泉水源源不絕地湧出，一般都會祭拜金精神。像是岩手縣花卷市的大澤溫泉、秋田縣鹿角市的蒸之湯溫泉等地，皆有金精神坐鎮。
源於性器崇拜的信仰，一般認為金精神可以保佑順產安胎、子嗣健康，特別對性病治療很有效果。受到「多子多孫、豐饒富裕」的觀念影響，也有人認為金精神可以保佑生意昌隆繁盛。

## 信仰
日本全國主祭金精神的神社除了各地的金精神社外，主要尚有下述：
- 金勢神社（岩手縣遠野市土淵町）

另外，金精神社主要集中在東北地方和關東地方。

## 內部連結
- 大屌
- 菲勒斯
- 性崇拜
- 道祖神
- 鐵男根祭

## 外部連結
- （日語）金精峠の金精神社